# Bornholmský amulet

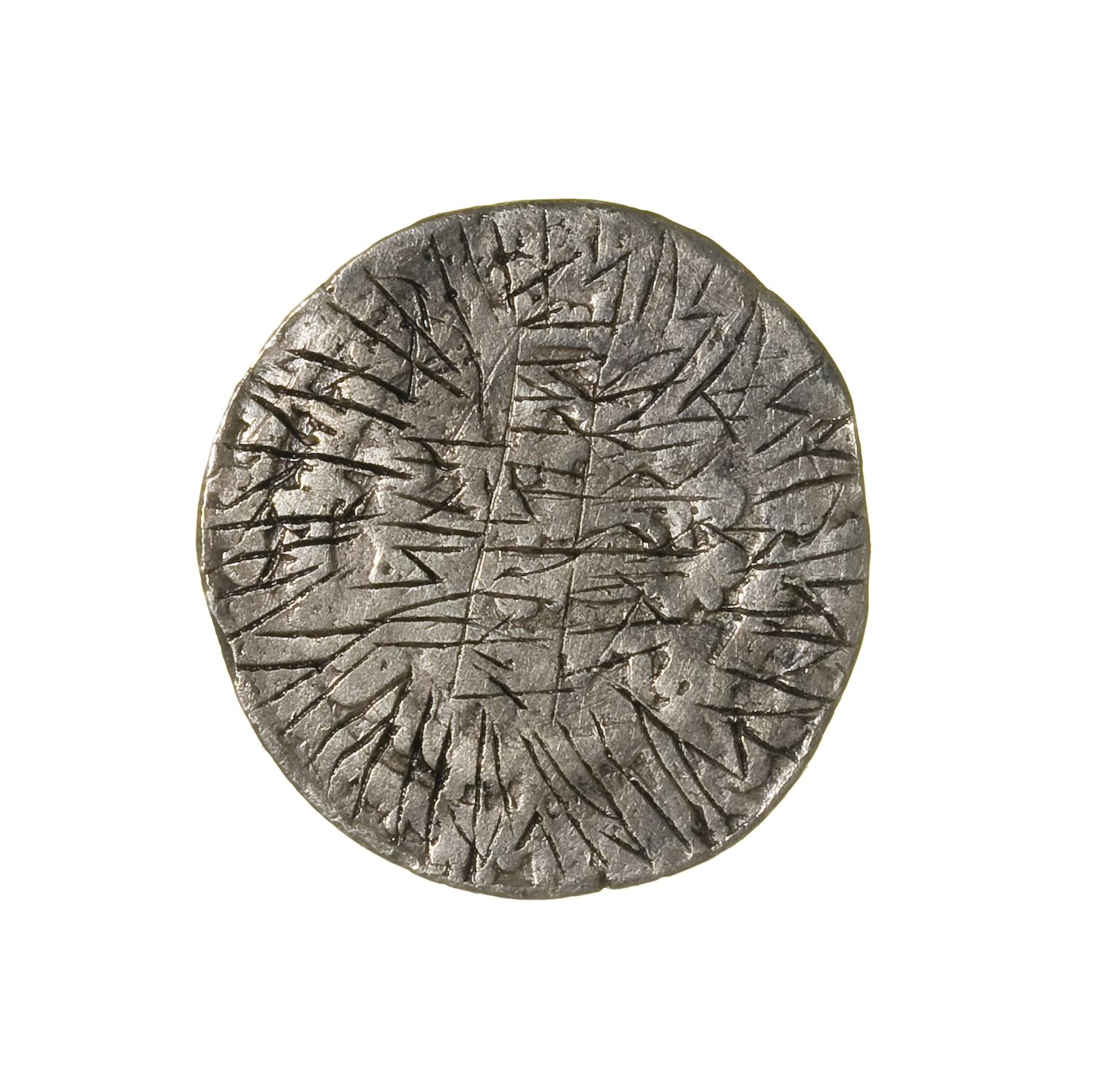
Bornholmský amulet

Bornholmský amulet je arabská stříbrná mince s latinským textem zapsaným runami. Velikost amuletu v průměru je 25 mm. Původně byl amulet datován do období mezi lety 907 až 913. V roce 1965 byla datace revidována a odhadnuta na období mezi lety 885 až 896.
Místo a okolnosti nálezu nejsou známé. Od roku 1821 je amulet ve sbírkách Národního muzea v Dánsku s informací, že byla nalezena roku 1770 na Bornholmu.

## Popis
Na rozdíl od ostatních amuletů, které byly vyrobeny z tenkého olova nebo vzácněji stříbra či měděného plíšku a často byly složeny tak, aby byl nápis nečitelný, tzv. Bornholmský amulet byl původně arabskou stříbrnou mincí o průměru 25 mm, na kterou byl latinský text zapsaný runami doplněn dodatečně. V místě runového nápisu je stále vidět silně opotřebený arabský nápis.

## Nápis
Velikost run je od 3 do 8 mm. Nápis, který byl přidán pravděpodobně na konci 11. století, je považován za nejstarší příklad tzv. runové latiny v Dánsku.

### Přepis
Přední strana: e(i) (e)asusus kristus= =fil=uis t(e)i fifi inomina b|atris eþ fil|ius ins eþ sb=iritu|s
Zadní strana: k=rist=us (b)i | bius=ank=uis fifiþ | fit=am itirn=a|m k=ustotaþit

### Překlad
Latinský překlad runového nápisu zní: Iesus Christus fillius dei vivi. In nomina patris et filii ... et spiritus. Christus ... pius sanguis vivit, vitam aeternam custodiat.
Překlad nápisu do češtiny zní: Ježíši Kriste, Synu živého Boha. Ve jménu Otce a Syna ... a Ducha. Kriste ... milostivá krev žije, kéž zachovává život věčný.